# Arquivo em Cartaz
O Arquivo em Cartaz – Festival Internacional de Cinema de Arquivo é um festival de cinema documentário brasileiro, com sede no Rio de Janeiro. Com uma proposta de valorizar o cinema de arquivo, a mostra é organizada anualmente pelo Arquivo Nacional no Rio de Janeiro desde 2015.

## História
Entre 2002 e 2014, o Arquivo Nacional sediava o Recine – Festival Internacional de Cinema de Arquivo, mostra de cinema criada por essa mesma instituição. No entanto, discordâncias entre o Arquivo Nacional e a Rio de Cinema Produções (empresa produtora contratada do evento) levaram ao rompimento da parceria – e como os direitos da marca Recine haviam sido registrados pela produtora, a direção do Arquivo Nacional criou um novo festival chamado Arquivo em Cartaz.

## Premiação
melhor filme de longa-metragem
- 2015 – “Elena”, de Petra Costa[6]
- 2016 – “Uncle Tony, Three Fools and the Secret Service”, de Mina Mileva e Vesela Kazakova
- 2017 – “Torquato Neto - Todas as Horas do Fim”, de Marcus Fernando e Eduardo Ades
- 2018 – “Em nome da América”, de Fernando Weller
- 2019 – “Quem é Primavera das Neves”, de Ana Luiza Azevedo e Jorge Furtado
- 2020 – “Fico te devendo uma carta do Brasil”, de Carol Benjamin[7]